# Manuel Pedreros
Manuel Jesús Pedreros Guevara (* 17. Juli 1954 in Concepción) ist ein ehemaliger chilenischer Fußballspieler. Der Mittelfeldspieler absolvierte ein Länderspiel für die Nationalmannschaft Chiles.

## Karriere

### Verein
Manuel Pedreros begann seine Karriere 1973 bei Naval und kam über Deportes Iberia 1981 zum CD Cobresal. Beim Wüstenklub gewann er 1987 die Copa Chile und avancierte zum Nationalspieler. Mit Cobresal nahm er zudem an der Copa Libertadores 1986 teil, bei der der chilenische Verein mit einem Sieg und fünf Unentschieden ohne Niederlage in der Gruppenphase ausschied. Der Mittelfeldspieler schloss sich ab 1989 noch Vereinen in unteren Spielklassen an. Einzige Auslandserfahrung sammelte Pedreros bei seinem kurzen Aufenthalt in Kolumbien bei Deportivo Cali.

### Nationalmannschaft
Für die Nationalmannschaft Chiles absolvierte Pedreros im Dezember 1987 sein einziges Länderspiel. Bei der 1:2-Niederlage im Freundschaftsspiel gegen Brasilien stand der Mittelfeldspieler die volle Spielzeit auf dem Feld.

### Erfolge
Cobresal
- Copa Chile: 1987

## Sonstiges
Manuel Pedreros debütierte mit seinem jüngeren Bruder Leonel Pedreros gemeinsam in der Nationalmannschaft.